# Çoban salatası
Çoban salatası hoặc salad choban (trong tiếng Thổ Nhĩ Kỳ có nghĩa là "salad của người chăn cừu") là một loại salad trộn có nguồn gốc từ Thổ Nhĩ Kỳ và Azerbaijan. Món ăn này bao gồm cà chua thái nhỏ (nên gọt vỏ), dưa chuột, ớt chuông xanh dài, hành tây, và ngò tây lá thẳng. Nước sốt để trộn salad gồm nước cốt chanh, dầu ô liu và muối.